# Лебединський Володимир Іванович
Володимир Іванович Лебединський (4 червня 1918, Харків — 30 листопада 2012, Сімферополь) — український геолог і краєзнавець. Доктор геолого-мінералогічних наук (1965), професор (1979).

## Біографія
Закінчив Харківський університет у 1941 році. Протягом 1941–1947 років працював геологом тресту «Дальбуд», був начальником геологічної партії у Магадані. У 1947—1950 роках — аспірант Інституту геологічних наук Академії наук СРСР. У 1950–1955 роках обіймав посаду у Дніпропетровському університеті. З 1955 по 1957 рік працював у Пекінському геологічному інституті.
У 1957–1964 роках був заступником директора з наукової роботи Інституту мінеральних ресурсів Міністерства геології УРСР. У 1964–1976 роках очолював відділ та сектор нерудних корисних копалин у цьому ж інституті. З 1976 по 1991 рік — професор Кримського інституту природоохоронного і курортного будівництва (Сімферополь).

## Наукова діяльність
Основними напрямами наукових досліджень Володимира Лебединського були петрографія, палеовулканізм, магматизм Гірського Криму та дослідження нерудної сировини (бентоніти, тальк тощо). Значну увагу приділяв вивченню краєзнавчих аспектів Криму.

## Основні праці
- Датунская группа вулканов Китая. Пекин, 1957.
- Вулканизм Горного Крыма. Киев, 1962.
- Вулканическая корона Великой равнины. Москва, 1973.
- Камень и человек. Москва, 1974 (співавт.).
- С геологическим молотком по Крыму. Москва, 1982.
- Геологические экскурсии по Крыму. Симферополь, 1988.
- Партенитская долина от моря и до гор. Симферополь, 1999.
- Крым – музей под открытым небом. Симферополь, 2002 (співавт.).